# Eerie, Indiana: Inny wymiar
Eerie, Indiana: Inny wymiar (ang. Eerie, Indiana: The Other Dimension, 1998) – serial produkcji kanadyjskiej. Jest to kontynuacja amerykańskiego serialu Eerie, Indiana z 1991 roku. Serial był emitowany w Polsce przez Fox Kids / Jetix.

## Historia
Mitchell Taylor mieszka z rodziną w mieście Eerie od wielu lat. Ma kumpla Stanleya. Pewnego dnia kiedy bawią się w sklepie telewizyjnym w „chłopaków gadających z płatkami” Simon i Marshall pojawiają się w telewizorze. Mówią im, że Eerie ma dwa wymiary i że między oboma wymiarami jest uskok czasoprzestrzenny i muszą go zamknąć. Od tej chwili w Eerie w innym wymiarze dzieją się dziwne rzeczy.

## Wersja polska
Wersja polska: Master Film

Reżyseria: Ilona Kuśmierska

Dialogi:
- Dariusz Dunowski (odc. 1-2),
- Krystyna Dembińska (odc. 3-4, 13-15),
- Monika Zalewska (odc. 5-6),
- Joanna Orzeszkowska (odc. 7, 9-10),
- Jan Mos (odc. 8, 11-12)

Dźwięk: Małgorzata Gil

Montaż: Paweł Siwiec

Kierownik produkcji: Ewa Chmielewska

Wystąpili:
- Jacek Braciak – Mitchell Taylor
- Damian Skiba – Stanley Hope
- Jacek Wolszczak – Marshall Teller
- Jakub Truszczyński –
  - Simon Holmes,
  - Ali Roberts
- Kinga Tabor – Pani Taylor
- Iwona Rulewicz – Carrie Taylor
- Cezary Nowak – Edward Taylor (odc. 1-7, 9-10, 13-15)
- Jacek Rozenek – Edward Taylor (odc. 8, 11-12)
- Paweł Szczesny – Pan Crawford
- Adam Bauman – Stag Carnalli
- Grzegorz Drojewski – Edi
- Włodzimierz Bednarski – Pan Piasku
- Mirosław Wieprzewski – Pan Toomis
- Marek Obertyn – Emil Conrad
- Krystyna Kozanecka – Trixie
- Jacek Sołtysiak – Scoop
- Anna Apostolakis – Dolly Smith
- Robert Czebotar – George
- Agata Gawrońska – Kobieta z obsługi salonu piękności
- Teresa Lipowska – Matylda Lloyd
- Piotr Adamczyk – Dr Siggy Lloyd
- Wojciech Paszkowski – Todd McLaklen
- Dorota Lanton – Gretchen
- Stefan Knothe – Buck Corona III
- Tomasz Marzecki – Ted
- Jacek Mikołajczak
- Mirosław Konarowski
- Krzysztof Strużycki
- Maria Korzeniowska
- Jacek Kopczyński
- Elżbieta Gaertner
- Robert Tondera
- Krzysztof Zakrzewski
- Artur Kaczmarski
- Barbara Babilińska
- Jarosław Boberek

i inni

## Spis odcinków
| N/o         | Polski tytuł                        | Angielski tytuł               |
| ----------- | ----------------------------------- | ----------------------------- |
|             |                                     |                               |
| SERIA DRUGA |                                     |                               |
|             |                                     |                               |
| 01          | Z kanału na kanał                   | Switching Channels            |
|             |                                     |                               |
| 02          | Duch                                | The Phantom                   |
|             |                                     |                               |
| 03          | Tajemniczych przypadków ciąg dalszy | The Goody-Two Shoes People    |
|             |                                     |                               |
| 04          | Standardowa dewiacja                | Standard Deviation            |
|             |                                     |                               |
| 05          | Elektroniczny kolega                | Little Buddy Beep Beep        |
|             |                                     |                               |
| 06          | Czas ucieka                         | Time Flies                    |
|             |                                     |                               |
| 07          | Ten się śmieje, kto...              | Last Laugh                    |
|             |                                     |                               |
| 08          | W obronie rodziny                   | The Young And The Twitchy     |
|             |                                     |                               |
| 09          | Wszystko przez klonowanie           | Send In The Clones            |
|             |                                     |                               |
| 10          | Koszmar z ulicy Eerie               | Nightmare On Eerie Street     |
|             |                                     |                               |
| 11          | W redakcji                          | The Newsroom                  |
|             |                                     |                               |
| 12          | Doskonała                           | Perfect                       |
|             |                                     |                               |
| 13          | Ty jesteś fajny, ale ja bardziej    | I’m Okay, You’re Really Weird |
|             |                                     |                               |
| 14          | Szczęściarz                         | Mr. Lucky                     |
|             |                                     |                               |
| 15          | Królikalop                          | The Jackalope                 |
|             |                                     |                               |